# Cherry Red Records
Cherry Red Records é uma gravadora britânica independente fundada em Malvern, Worcestershire por Iain McNay em 1978. A gravadora lançou gravações de Dead Kennedys, Everything but the Girl, The Monochrome Set e Felt, entre outros, bem como o álbum de compilação Pillows & Prayers. Além de lançar novas músicas, Cherry Red também atua para marcas individuais e especialistas em catálogos.
Cherry Red foi listado pela Music Week como uma das dez maiores gravadoras do Reino Unido no primeiro trimestre de 2015 em vendas de álbuns de artistas.

## História
Cherry Red cresceu a partir da empresa de promoção de rock (com o mesmo nome da música "Cherry Red" de The Groundhogs) fundada em 1971 para promover shows de rock no Malvern Winter Gardens. Na esteira do "boom" de discos independentes que se seguiu ao advento do punk rock, os fundadores Iain McNay (que continua como presidente da empresa) e Richard Jones lançaram o primeiro single da gravadora, "Bad Hearts" da banda punk The Tights em junho de 1978.
A lista inicial de Cherry Red incluía lançamentos de Morgan Fisher sob vários pseudônimos, usando um pequeno estúdio instalado em seu apartamento em Notting Hill, bem como material licenciado de The Hollywood Brats, Destroy All Monsters e The Runaways. Este último foi o mais vendido da gravadora até que McNay investiu $ 10.000 na gravação do primeiro álbum de estúdio da banda de punk rock de São Francisco, Dead Kennedys. Fresh Fruit for Rotting Vegetables (1979) e seus singles acompanhantes venderam bem em todo o mundo. O novo chefe de A&R, Mike Always, promoveu o local do Snoopies em Richmond, Londres, e esteve envolvido com o Scissor Fits, e assinou grupos como The Monochrome Set, Everything But The Girl, Eyeless in Gaza, Felt e Five Or Six. McNay aspirava que Cherry Red fosse uma gravadora que oferecesse um espaço para artistas que de outra forma não se encaixariam na imagem de alguns dos independentes mais sucintamente definidos e estilizados. "A Cherry Red Records sempre foi sobre individualidade musical, diversidade, caráter, compromisso e paixão", afirmou em 2008. Também comercializou outras gravadoras independentes menores, como a Bristol's Heartbeat Records, que gravou os Glaxo Babies.
O papel da Cherry Red como uma das principais gravadoras da cena independente do início dos anos 1980 foi confirmado pelo sucesso de um álbum de compilação de baixo custo compilado pela Always e lançado no Natal de 1982. Vendido por 99p, Pillows & Prayers liderou as paradas independentes por várias semanas. A gravadora também lançou vários álbuns de Adrian Sherwood e seu ON-U Sound Label no início dos anos 1980.
Cherry Red continuou a contratar artistas contemporâneos, mas cada vez mais entrou no mercado de reedições a partir do final dos anos 1980. Tem uma série de selos subsidiários que lidam com lançamentos específicos de gênero, curando muitos gêneros musicais "não amados pela crítica", em continuação parcial da defesa anterior de McNay do fora de moda. A gravadora começou a adquirir os direitos de muitas gravadoras independentes das décadas de 1970 e 1980, incluindo No Future, Flicknife, Rondelet, Midnight, Temple e In Tape - isso gerou a série de lançamentos "Collector", que incluiu os gêneros punk, psychobilly, gótico e metal. Outra série "Collector" que se tornou popular foram os lançamentos de futebol da gravadora, que lançaram mais de 60 CDs com coleções de canções de futebol de clubes e country.
A empresa também firmou acordos com diversas gravadoras especializadas em reedições, que operam com certa autonomia com o apoio logístico e financeiro da Cherry Red. O selo RPM Records de Mark Stratford se concentra na música pop dos anos 1960 até o advento do punk. A Esoteric Recordings, liderada por Mark Powell, é especializada em catálogo de rock progressivo e folk. Mark Brennan dirige a 7T's Records, que relança álbuns da geração glam / glitter daquela década. (Brennan originalmente ajudou a Cherry Red a formar uma de suas primeiras gravadoras subsidiárias, Anagram, cobrindo punk, Psychobilly e Goth, que permanece ativo). A él Records continua sob os auspícios de Mike Always (mas puramente como um selo de relançamento), ao lado de outros selos, incluindo Poker, Giant Steps, Mortarhate, Now Sounds e Ork. O grupo da gravadora Cherry Red continua a lançar reedições, mas também está ativo no lançamento de novos materiais de estúdio de artistas consagrados como Suzi Quatro, Marc Almond, Red Box, Van Der Graaf Generator, Jah Wobble & Keith Levene, Squackett (uma colaboração entre Steve Hackett e Chris Squire), Hussey-Regan (uma colaboração entre Wayne Hussey e Julianne Regan), Hazel O'Connor, The Christians e Ken Hensley.
Ainda chefiada por McNay, torcedor do A.F.C. Wimbledon, ao lado do diretor-gerente Adam Velasco, a Cherry Red também tem interesses em lançamentos relacionados ao futebol, com o catálogo mais completo de canções relacionadas ao futebol existente.
Em 2007, a empresa lançou um serviço de streaming de televisão, o Cherry Red TV. Também publica uma revista interna e uma divisão de publicação "interna", "Cherry Red Songs". A editora musical anterior da Cherry Red, Complete Music, foi adquirida pela BMG Music Publishing em 2006.
No início de 2015, a Cherry Red Records e a Pete Waterman Entertainment relançaram os quatro primeiros álbuns de Kylie Minogue, Kylie, Enjoy Yourself, Rhythm Of Love e Let's Get To It, como caixas de CD/DVD e LP de luxo.
A Cherry Red também lançou uma infinidade de álbuns de frontline de prestígio de artistas estabelecidos naquele ano, incluindo The Velvet Trail de Marc Almond, Still Got That Hunger de The Zombies, Red Kite de Sarah Cracknell, Torsten The Bareback Saint de Andy Bell, Homage de Jimmy Somerville, Sub-Lingual Tablet de The Fall e Eloquence de Wolfgang Flür (ex-Kraftwerk).
Em 2016, Cherry Red teve sua posição mais alta no Top 40, com o novo álbum de estúdio de Hawkwind "The Machine Stops" alcançando a 29ª posição nas paradas oficiais do Reino Unido em abril de 2016. Também anunciou o lançamento do novo álbum de estúdio do Van Der Graaf Generator em setembro.
Em 2017, a Cherry Red confirmou que representará vários catálogos de gravadoras e discografias de artistas, incluindo Procol Harum, The Residents, Arthur Brown, Captain Oi, Glenn Hughes e Tim Blake. Também adquiriu treze catálogos de artistas do Warner Music Group como parte dos desinvestimentos da major para gravadoras independentes, incluindo Howard Jones, Kim Wilde, Marc Almond, Third Ear Band, Dinosaur Jr., Mel & Kim, Fourplay (compartilhado com o Evolution Media Group), Renaissance (exceto seu álbum de estreia, que permaneceu com a Elektra Records), Be-Bop Deluxe e Curved Air. Esses catálogos serão distribuídos mundialmente por meio da Absolute Label Services.
O anuário do BPI de 2017 "All About The Music" incluiu Cherry Red na 20ª participação de mercado por grupo corporativo no número 15, o que explica as vendas de álbuns elegíveis para gráficos de todas as gravadoras.
Em 2018, Cherry Red adquiriu o extenso catálogo da Witchwood Media, lar da música dos Strawbs e uma lista de outros artistas relacionados.
No final de 2019 e início de 2020, Cherry Red adquiriu mais gravadoras e catálogo de álbuns, incluindo Safari Records (Toyah, Jayne County), Emerald Music, álbum de estreia do Genesis From Genesis To Revelation e Chapter One. Cherry Red também adquiriu o catálogo de várias gravadoras independentes, incluindo Inevitable Records (Dead Or Alive), Attrix Records (Peter & The Test Tube Babies) e Native Records (Screaming Trees). Os catálogos de artistas adquiridos em 2020 incluem Glenn Hughes & Trapeze, banda de rock The Stairs & Edgar Jones, banda de rock psicodélico July, banda de heavy metal Sir Lord Baltimore, banda de rock psicodélico Outskirts Of Infinity, banda NWOBHM Spider, guitarrista Paul Brett, produtor musical e músico Tom Newman e o roqueiro canadense Philip Rambow. Também Warfare O livro de canções de Filth (junho de 2021) com convidados Pete Way, Fast Eddie Clarke Tom Angelripper entre outros.
2021 viu o selo adquirir o selo e o catálogo Dissonance Productions da Plastic Head Distribution. A gravadora de metal extremo tem um catálogo de aproximadamente 130 lançamentos, incluindo At The Gates' Gardens Of Grief, Holy Terror's Terror & Submission, Nifelheim's Servants Of Darkness e Ascension Of The Watchers' Apocrypha. Em 2021 e 2022 lançou novos álbuns de Agent Steel, Lawnmower Deth e Tokyo Blade. Aquisições de catálogo notáveis para a gravadora em 2021 incluíram acordos para o catálogo de gravadoras independentes, como Golf, Abstract, Planet Dog e Peer Music. O catálogo de artistas que a gravadora agora representa total ou parcialmente inclui Edward Ball (do The Times), Jah Wobble, Ron Geesin, Suzi Quatro, Miki Dallon e as primeiras gravações de Dead Or Alive.

## Prêmios notáveis
Em junho de 2008, Pillows & Prayers ganhou a categoria "Melhor Lançamento de Catálogo" no Mojo Honors daquele ano.
No Association of Independent Music Awards de 2013, Cherry Red ganhou o prêmio Special Catalog Release por Scared To Get Happy - um box set que explorou o indie pop de 1980 a 1989.
Em 2014, o artista Cherry Red Dave Brock do Hawkwind ganhou o Lifetime Achievement Award na Prog Inaugural Progressive Music Awards 2014. Eles também receberam indicações para Matt Stevens (Artista Revelação) e Quarto do Pânico (Melhor Hino).
O Progressive Music Awards de 2015 viu o fundador do Genesis, Tony Banks, receber o prêmio Prog God após sua campanha de reedição do catálogo de material solo com Cherry Red naquele ano. A gravadora também recebeu indicações para John Lodge e Tin Spirits na categoria de Melhor Hino, e Bill Nelson e Anthony Phillips na categoria Storm Thorgerson Grand Design Award.
2016 viu o maior lançamento de Cherry Red no primeiro trimestre do ano, o novo álbum de estúdio de Hawkwind "The Machine Stops", receber uma indicação para Álbum do Ano no Progressive Music Awards 2016, depois de ter desfrutado da posição mais alta de Cherry Red no Top 40 de todos os tempos, em 29º lugar nas paradas oficiais do Reino Unido em abril de 2016.
Cherry Red teve dois álbuns no UK Album Charts Top 40 em 2017. O álbum de estúdio de Hawkwind, Into The Woods, alcançou a 34ª posição em maio e New Facts Emerge, de The Fall, alcançou a 35ª posição em julho.
Em 4 de setembro de 2018, no AIM Independent Music Awards, o presidente da Cherry Red Records, Iain McNay, ganhou o Prêmio de Reconhecimento Especial por seus serviços à música independente por mais de 40 anos, quando a gravadora comemorou seu 40º aniversário.
O álbum de estúdio de Hawkwind, "Road To Utopia", alcançou a 44ª posição no UK Albums Chart em setembro de 2018.
O álbum de estúdio de Hawkwind, "All Aboard The Skylark", alcançou a 34ª posição na parada de álbuns do Reino Unido em julho de 2019.
Jim Bob, ex-vocalista do Carter The Unstoppable Sex Machine, alcançou a 26ª posição na parada de álbuns do Reino Unido em agosto de 2020 com seu álbum de estúdio "Pop Up Jim Bob. . . " Seu álbum de 2021, "Who Do We Hate Today", alcançou a 34ª posição nas paradas oficiais de álbuns do Reino Unido.
Outros álbuns de gráficos do Reino Unido para a gravadora em 2021 incluíram o álbum de estúdio de Hawkwind, "Somnia", que entrou em 57º lugar, e o conjunto de maiores sucessos de Kim Wilde, "Pop Don't Stop", que alcançou o 51º lugar

## Artistas

### Artistas originalmente da gravadora
- Marc Almond
- Attila the Stockbroker
- Beau
- Blow Up
- Bodast
- The Charlottes
- Kevin Coyne
- Dead Kennedys
- Destroy All Monsters
- Everything but the Girl
- Eyeless in Gaza
- The Fall
- Felt
- Morgan Fisher
- Five or Six
- Grab Grab the Haddock
- The Hollywood Brats
- Kevin Hewick
- In Embrace
- Inspiral Carpets
- Jane & Barton
- Jim Bob
- Thomas Leer
- The Long Ryders
- Marine Girls
- Medium Medium
- The Misunderstood
- Momus
- The Monochrome Set
- The Nightingales
- Nektar
- The Passage
- Pere Ubu
- Prolapse
- Suzi Quatro
- The Seers
- The Sting-rays
- Red Box
- The Runaways
- Tracey Thorn
- Warfare
- Zero Le Creche

### Artistas de reedições
- Marc Almond[32]
- Altered Images
- The Band of Holy Joy
- Be Bop Deluxe
- Beau
- Betty Boo
- Blue Orchids
- Marc Bolan
- Bow Wow Wow
- Breathe
- Bruce Foxton
- Brotherhood of Man
- Arthur Brown
- Chapterhouse
- Cranes
- Cud
- Curved Air
- The Dancing Did
- Divine
- Duffy Power
- Exposé
- Joe Meek
- Julia Fordham
- Frazier Chorus
- The Freshies
- Phillip Goodhand-Tait[33]
- Paul Haig
- Hawkwind
- John Howard
- Into A Circle
- La Toya Jackson
- John's Children
- Howard Jones
- June Brides
- Katch 22
- Laibach
- Annabel Lamb
- The Long Ryders
- Donna Loren
- Marilyn
- Martha and the Muffins
- McCarthy
- Mel & Kim
- Milk 'N' Cookies
- Kylie Minogue[34]
- Mobiles
- Mood Six
- R. Stevie Moore
- Mozart Estate
- Martin Newell
- Bill Nelson
- Hazel O'Connor
- Paw
- Red Lorry Yellow Lorry
- Julian Jay Savarin (como Julian's Treatment)
- Screaming Trees
- The Servants
- Sex Gang Children
- Sheena Easton
- Spizzenergi
- The Scrap Iron Rhythm Revue
- Sweet
- Suzi Quatro
- Tears for Fears
- Television Personalities
- Toyah
- Lon & Derrek Van Eaton
- Weekend
- Wigwam
- Kim Wilde
- Pete Wingfield
- The Woodentops
- Yeah Yeah Noh

## Selos associados
- 30 Hertz
- 359 Music
- 3Loop Music
- 7Ts
- Anagram Records
- Analog Baroque (Momus)
- Artpop
- Atomhenge
- Badfish
- Bella Casa
- Big Break Records
- Cherry Pop
- Cherry Red Football
- Cherry Red Records
- Cherry Tree
- Cocteau Discs
- Croydon Municipal
- el
- Esoteric Antenna
- Esoteric Recordings
- FiveFour
- Giant Steps
- Grapefruit
- HNE Recordings
- Hot Milk
- Hot Shot
- IronBird
- Lemon
- Manticore
- Morello
- Mortarhate
- Now Sounds
- Original Dope
- Phoenix City
- Poker
- Pressure Drop
- Purple Records
- Reactive
- Redline
- Rev-Ola
- Righteous
- Robinsongs
- RPM
- SFE
- Sidewinder Sounds
- SoulMusic Records
- SuperBird
- T-Bird Americana
- The Right Honourable Recording Company Ltd
- Tune In
- Visionary
- West Midlands
- WiseCrack Records

## Marketing
De julho de 2018 a agosto de 2020, Cherry Red foi o principal patrocinador de camisetas do clube da liga de futebol inglesa Wycombe Wanderers F.C. Eles também são o patrocinador de estádio de longa data do clube A.F.C. Wimbledon da Football League Two, tanto em seu campo original de Kingsmeadow em 2003 quanto no novo Plough Lane desde 2021.